# Université d'État de Tcheliabinsk
L’université d’État de Tcheliabinsk (en russe : Челябинский государственный университет) - désignée aussi par le sigle CSU (pour Chelyabinsk State University) - est une université située à Tcheliabinsk, en Russie, fondée en 1976. Elle compte environ 27 000 étudiants.
L’université est basée à Tcheliabinsk, mais elle a aussi trois antennes à Kostanaï (Kazakhstan), Miass et Troïtsk ainsi que treize représentations dans d’autres villes (Argaïach, Chadrinsk, Ioujnoouralsk, Iouriouzan, Kopeïsk, Kychtym, Niazepetrovsk, Orsk, Oust-Katav, Satka, Triokhgorny, Verkhni Oufaleï et Zlatooust).

## Facultés
L’université d’État de Tcheliabinsk compte douze facultés et six instituts :
- faculté de biologie,
- faculté de mathématiques,
- faculté de physique,
- faculté de chimie,
- faculté d’économie,
- faculté de l’Eurasie et de l’Orient,
- faculté d’enseignement par correspondance et à distance,
- faculté de linguistique et de traduction,
- faculté de psychologie et de pédagogie,
- faculté de gestion,
- faculté d’écologie,
- institut de droit,
- institut des arts libéraux,
- institut de l’enseignement pré-universitaire,
- institut d’informatique,
- institut de formation professionnelle continue,
- institut d’augmentation des qualifications et de perfectionnement des cadres,
- institut de développement territorial,
- institut d’économie, des affaires et de l’administration.